# Strana maďarskej komunity – Magyar Közösség Pártja
Strana maďarskej komunity – Magyar Közösség Pártja (zkratka SMK-MKP; v letech 1998 až 2012 Strana maďarskej koalície – Magyar Koalíció Pártja) byla politická strana na Slovensku, hájící zájmy silné maďarské menšiny v zemi tvořící 9,7 % obyvatelstva. Od voleb 2010 nebyla zastoupena v NR SR, měla však dva europoslance v EP s mandátem do roku 2014. I v Evropském parlamentu její pozice oslabila, když ve volbách v roce 2014 dosáhla strana se ziskem 6,53 % hlasů pouze na jediný mandát. Strana byla řádným členem Evropské lidové strany.

## Vznik a vývoj
Byla zaregistrována 22. května 1998. Vznikla transformací strany Maďarské kresťanskodemokratické hnutie a sloučením hnutí Spolužitie a strany Magyar Polgári Párt – Maďarská občianska strana.
Strana byla součástí vládních koalic v letech 1998–2002 a 2002–2006. Od voleb v roce 2006, kdy zvítězila strana SMER-SD, byla strana v opozici. Na jaře 2009 opustilo stranu několik poslanců kolem Bugára a založili stranu Most-Híd, která se prezentovala jako strana vzájemné spolupráce Slováků a Maďarů.
SMK-MKP byla neustále napadána, hlavně ze strany nacionalistické Slovenské národní strany vedené Jánem Slotou, za podporu autonomistických a separatistických tendencí. Tyto názory se začaly šířit z SNS do celé vládní koalice během působení nacionalistů v první vládě Roberta Fica, což opětovně destabilizovalo v letech 2008 a 2009 slovensko-maďarské vztahy. Některé hlasy, hlavně ze strany SNS, volaly i po zákazu SMK-MKP. Mluvilo se o rozvracení republiky, revanšismu a snaze prosazovat politiku Budapešti. SMK-MKP všechna tato osočování odmítala.
Během předvolební kampaně v roce 2012 Mečiarova ĽS-HZDS podala podnět na Ústrednú volebnú komisiu (ÚVK) kvůli dvojjazyčným billboardům SMK-MKP.
V září 2021 se strana sloučila s dalšími stranami hájícími zájmy maďarské menšiny do strany SZÖVETSÉG–ALIANCIA, později přejmenované na Maďarská aliancia.

## Stranický aparát

### Předsedové
- 1998–2007: Béla Bugár (později předseda Most-Híd)
- 2007–2010: Pál Csáky
- 2010–2016: József Berényi
- 2016–2020: József Menyhárt
- 2020–2021: Krisztián Forró (později předseda SZÖVETSÉG–ALIANCIA)

### Europoslanci
- László Nagy (2004)
- Árpád Duka-Zólyomi (2004–2009)
- Edit Bauer (2004–2009, 2009–2014)
- Alajos Mészáros (2009–2014)
- Pál Csáky (2014–2019)

### Bývalé vedení strany
- József Menyhárt – expředseda (2016 – 2020)
- József Berényi – expředseda (2010 – 2016)
- Gyula Bárdos – předseda Republikové rady SMK-MKP
- Iván Farkas – místopředseda pro hospodářství a regionální rozvoj
- László Miklós – místopředseda pro zemědělství a životní prostředí
- László Szigeti – podpředseda pro kulturu a školství
- Péter Őry – místopředseda pro samosprávy
- Tünde Neszméri - podpředseda pro sociální věci

Další členové předsednictva:
- Alajos Mészáros – zástupce europoslanců
- Veronika Židek – zástupce za Bratislavský kraj
- Szabolcs Hodosy – zástupce za Trnavský kraj
- Lajos Ladányi – zástupce za Nitranský kraj
- Péter Csúsz – zástupce za Banskobystrický kraj
- František Auxt – zástupce za Banskobystrický kraj
- László Köteles – zástupce za Košický kraj
- Adriana Papp – zástupce za Košický kraj

## Volební výsledky

#### Volby doNR SR
| Volby | Počet hlasů | Počet hlasů v % | Počet mandátů v číslech | Počet mandátů v % | Úloha v parlamentu |
| ----- | ----------- | --------------- | ----------------------- | ----------------- | ------------------ |
| 1998  | 306 623     | 9,12%           | 15                      | 10%               | vláda              |
| 2002  | 321 069     | 11,16%          | 20                      | 13,33%            | vláda              |
| 2006  | 269 111     | 11,68%          | 20                      | 13,33%            | opozice            |
| 2010  | 109 638     | 4,33 %          | –                       | –                 | mimo parlament     |
| 2012  | 109 483     | 4,28 %          | –                       | –                 | mimo parlament     |
| 2016  | 105 495     | 4,04 %          | –                       | –                 | mimo parlament     |

#### Volby do Evropského parlamentu
| Volby | Počet voličů | Procento voličů | Počet mandátů | Politická skupina Evropského parlamentu              | Evropská politická strana    |
| ----- | ------------ | --------------- | ------------- | ---------------------------------------------------- | ---------------------------- |
| 2004  | 92 927       | 13,24%          | 2             | Evropská lidová strana - Evropští demokraté (EPP-ED) | Evropská lidová strana (EPP) |
| 2009  | 93 750       | 11,33%          | 2             | Evropská lidová strana (EPP)                         | Evropská lidová strana (EPP) |
| 2014  | 36 629       | 6,53%           | 1             | Evropská lidová strana (EPP)                         | Evropská lidová strana (EPP) |
| 2019  | 48 829       | 4,96%           | 0             | —                                                    | Evropská lidová strana (EPP) |